# AVIC
Aviation Industry Corporation of China - AVIC (kitajsko: 中国航空工业集团公司) je veliko kitajsko podjetje, v lasti države, ki se ukvarja s proizvodnjo vojaških in civilnih letal, helikopterjev in vojaške tehnike.
AVIC ima v lasti tudi  ameriškega proizvajalca športnih letal Cirrus Aircraft in proizvajalca letalskih motorjev Continental Motors

## Pridružena podjetja in sestrske družbe
- AviChina Industry & Technology Company Limited
- Changhe Aircraft Industries Corporation
- Chengdu Aircraft Industry Group
- China Aviation Industry General Aircraft
- Hongdu Aviation Industry Group
- China National Aero-Technology Import & Export Corporation
- Guizhou Aircraft Industry Corporation
- Harbin Aircraft Manufacturing Corporation
- Shaanxi Aircraft Corporation
- Shanghai Aviation Industrial Company
- Shenyang Aircraft Corporation
- Xi'an Aircraft Industrial Corporation
- Xi'an Aero-Engine Corporation
- Avic International Solar Panel Manufacturing Australia